# Mesosignum truncatum
Mesosignum truncatum là một loài chân đều trong họ Mesosignidae. Loài này được Menzies & George miêu tả khoa học năm 1972.